# Тихоокеанская морская экозона
Тихоокеанская морская экозона — канадская наземная экозона, охватывающая полосу шириной около 200 километров вдоль побережья Британской Колумбии, затем сужающуюся вдоль границы с Аляской. Она также включает в себя все острова Британской Колумбии и небольшую территорию на юго-западе Юкона. Четырнадцать экорегионов составляют Экозону, начиная от экорегиона Маунт-Логан на севере до экорегиона Каскад и экорегиона Нижний Мэйнлэнд на юге. Площадь поверхности — 207,925 км².
Название сопоставимых экозон в Соединенных Штатах, где экорегионы уровня II соответствуют международному термину «экозона», — это Морские леса Западного побережья и Северо-Западные Лесистые горы. В системе флористического районирования данный район описывается как часть флористического региона Скалистых гор.
Также используется система биогеоклиматических зон, определенных и используемых правительством Британской Колумбии, которая определяет ту же область, что и Прибрежная зона Западного Болиголова, хотя небольшая часть, прилегающая к проливу Джорджия, включает Прибрежную зону пихты Дугласа. В другой системе экорегионов, созданной Всемирным фондом дикой природы, регион соответствует Тихоокеанскому экорегиону умеренных дождевых лесов, субэкорегионами которого являются экорегион островов Королевы Шарлотты, экорегион острова Ванкувер, экорегионы прибрежных лесов материковой части Британской Колумбии.

### География
Эта самая разнообразная экозона в Канаде, а возможно, и во всем мире. На протяжении северной внутренней части- это в основном альпийская тундра, в то время как живописное северное побережье имеет многочисленные фьорды и долины с массивными ледниками, распространенными в горах. На юге небольшая равнина долины Фрейзер расположенная у южных предгорий Берегового хребта, примечательными умеренными тропическими лесами. В морских районах заметны подводные леса водорослей.
Располагаясь у Тихоокеанского Огненного кольца регион имеет множество горячих источников.
Экозона может быть далее подразделена на три экорегиона:
- Низина Джорджия
- Северные прибрежные горы
- Южные Прибрежные горы

### Климат
В этой зоне самый теплый и влажный климат в Канаде. В проливе Джорджия может выпадать всего 600 мм осадков в год, но в других районах этой зоны выпадает до 3000 мм. Под умеренным влиянием Тихого океана, зона переживает мягкую зиму и прохладное лето. Средние температуры мало изменяются в течение года; средние значения января составляют от 4 до 6 °C, а средние значения июля — от 12 до 18 °C.

### Флора и фауна
Этот регион является единственным местом обитания для некоторых видов птиц, в том числе черного кулика-сороки, коричневоспиной синицы и топорка. На островах Галф и полуострове Саанич сохраняются «последние остатки экосистемы дуба Гарри, находящейся под угрозой исчезновения».
Дождевой лес Большого Медведя (Great Bear Rainforest) также полностью расположен в пределах этой экозоны.

## Национальные парки
В границах данной экозоны было создано четыре национальных парка:
- Национальный парк-заповедник Галф-Айлендс
- Национальный парк Заповедник Гуаи-Хаанас и объект наследия Хайда
- Национальный парк и заповедник Клуэйн
- Национальный парк Пасифик-Рим

## Провинциальные парки
В этой экозоне были созданы десятки провинциальных парков. Некоторые из самых крупных и заметных из них включают в себя:
- Фьордланд
- провинциальный парк Гарибальди
- провинциальный парк Хаун де Фука
- Китлопа
- провинциальный парк Страткона
- Татшеншини-Алсек